# إيادس كاسا

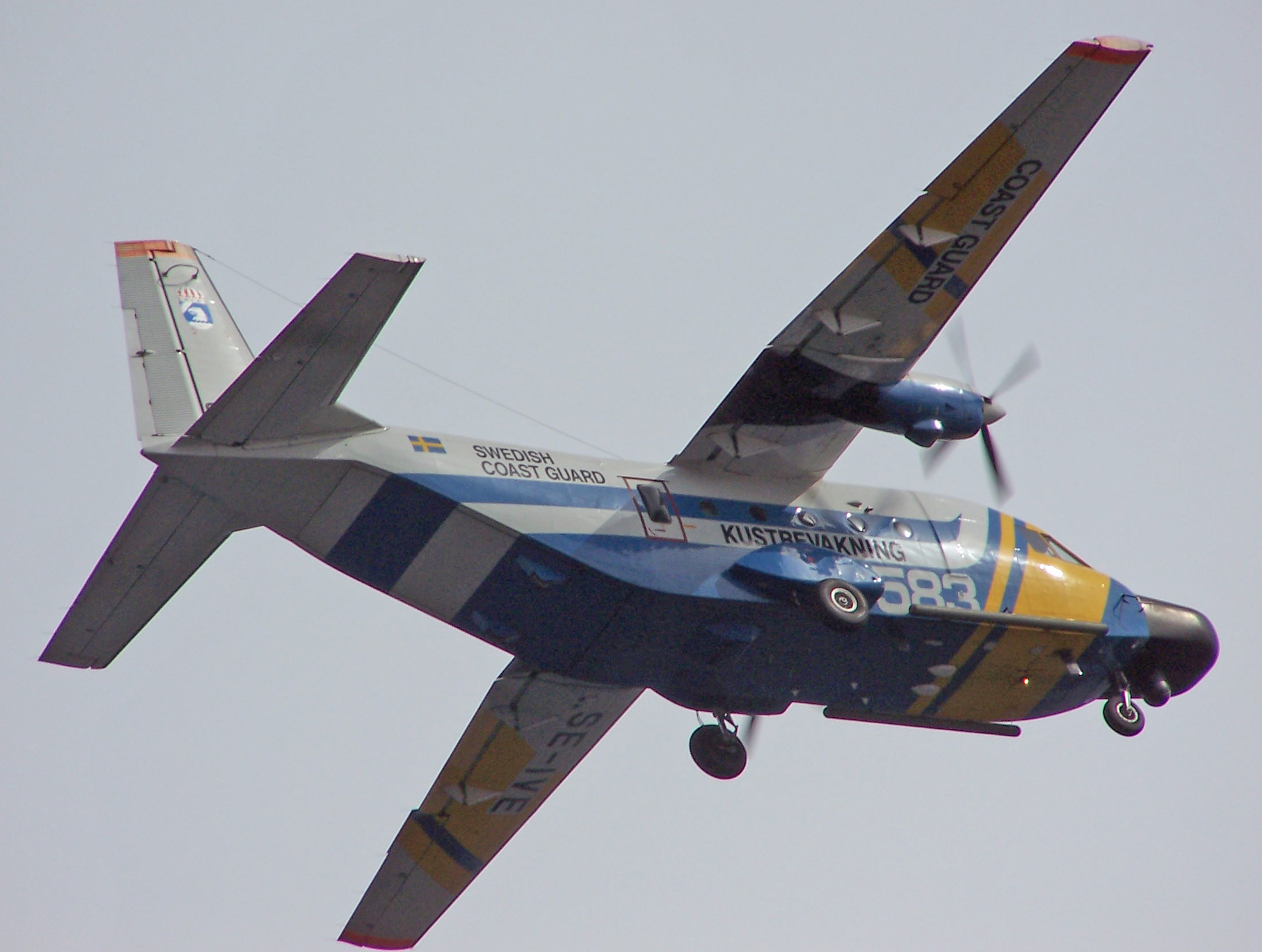
CN-212

كازا (Construcciones Aeronáuticas Sociedad Anónima - CASA). شركة إسبانية لصناعة الطائرات، تتبع اليوم إي أي دي أس حيث تمثل قسم طائرات الشحن العسكرية.
إحدى أهم الطائرات المصنعة من قبل كازا السي ان 212 هي طائرة نقل عسكرية.
اندمجت كازا سنة 1972 مع هيسبانو افياسيون المختصة في صناعة الطائرات العسكرية الخفيفة. منذ بداية برنامج ايرباص إيرباص, قدمت كازا مختلف أنظمة التحكم لكل النماذج.
كازا ستكون المسؤولة عن صنع الايرباص A400M بتعاون مع المساهمين الآخرين في المشروع.